# 小林正人 (医学者)
小林 正人（こばやし まさひと、1965年 - ）は、日本の医学者、脳神経外科医。埼玉医科大学教授。専門は脳神経外科学、神経解剖学、神経病理学。

## 人物
愛知県半田市出身。愛知県立半田高等学校、慶應義塾大学医学部卒業。パーキンソン病・機能的脳神経外科、脳神経外科専門医、脳卒中学会専門医、日本定位・機能的神経外科学会技術認定医、日本臨床神経学会認定医。

## 著書
単著
共著
論文
- 磁気刺激時における脳神経被刺激部位の同定. (2000年). doi:10.11501/3175740. NAID 500000196618.（博士論文）